# Coll-Toc

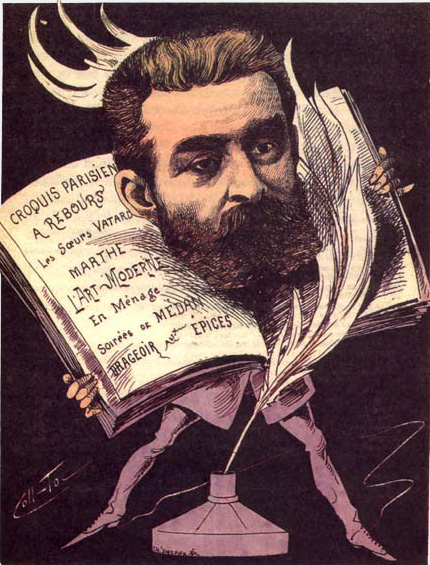
Joris-Karl Huysmans par Coll-Toc (Les Hommes d’aujourd’hui, 1885)

Coll-Toc est un pseudonyme qui désigne un duo de caricaturistes, Alexandre Collignon et Georges Tocqueville. Caricaturant les hommes célèbres à partir de 1882, leur travail fait la première page des Hommes d'aujourd'hui. Peu à peu, Collignon travaille seul sous le pseudonyme ; il travaille également à illustrer des partitions de chansons, puis d'autres ouvrages, ce qui lui assure une renommée certaine ; il obtient les palmes académiques en 1888. Alexandre Collignon disparaît avec son pseudonyme en 1891.

## Biographie

### Avant la collaboration
Collignon est né à Barentin (Seine-Inférieure) le 27 juillet 1854. De la vie privée de Tocqueville, on ne sait quasiment rien.
Au début des années 1870, Georges Tocqueville et Alexandre Collignon publient séparément des œuvres littéraires.

#### Tocqueville
« L'ennemi », poème de Georges Tocqueville, parait en 1872 dans Littérature contemporaine, après avoir été retenu par le concours poétique de Bordeaux. Le 25 mai 1872, la Ligue des Poètes publie « La mort d'une jeune fille », poème en prose. En 1873, son nom réapparaît dans Littérature contemporaine avec « Boucle de cheveux ».
Il est également publié dans La Feuille de Madame Angot avec « La pièce de cent sous »,. Tocqueville collabore alors plusieurs fois avec ce périodique, ainsi que le rapporte la correspondance particulière de La Revue Artistique : « L'an 1874 va s'ouvrir [...] Nous souhaitons à Georges Tocqueville de La Feuille de Madame Angot autant de prospérité que de talent. »
Tout en continuant à écrire des poèmes, dont « Gloires de la Patrie », publié par Littérature Contemporaine en 1874, il compose aussi des romances, mises en musique par le ténor Alfred Joly,,, : « Vient de paraître une magnifique romance de notre excellent ami et collaborateur Georges Tocqueville » annonce La Feuille de Madame Angot.
Dans les années 1876 à 1878, Georges Tocqueville est rédacteur au Journal de Rouen, où il acquiert une certaine notoriété. La municipalité fait appel à lui pour des apologies comme « Rouen, Rouen » et des commémorations de grands hommes rouennais. Le Monde Artistique rapporte que pour l'anniversaire de la naissance de François-Adrien Boieldieu sont lues des stances qui font honneur au jeune poète, auteur des « "Gloires de la Patrie »,. Il écrit également pour le théâtre : Paris Plaisir relate dans son « Point des théâtres » d'avril 1878 :« puisque nous sommes à Rouen, constatons le succès que vient d'obtenir une belle mise en scène dramatique : "Le petit Lucien" d'un de nos confrères de la presse rouennaise ».
La même année 1878, différentes œuvres sont dédicacées à Georges Tocqueville : un poème de Alfred Devic, « Frimas de jeunesse », et un livre en vers de douze pages, « Songes de guerre ». L'auteur de cette dernière œuvre, dédicacée « À mon ami intime Georges Tocqueville », est Alexandre Collignon, qui habitait alors Rouen.

#### Collignon
D'après Jean Adhémar, Alexandre Collignon et Tocqueville collaboraient à leurs débuts, mais Collignon a vite travaillé seul en gardant le pseudonyme. Il a débuté en 1870 à Rouen dans Le Tam Tam, revue créée en 1867 par Alfred Le Petit, qui illustrait de dessins Le Petit Rouennais, puis au Perroquet. Collignon fonde en 1878 une feuille caricaturesque, Le Binettoscope Rouennais, qui n'eut guère de succès.
Quelques mois plus tard, Alexandre Collignon conçut le projet d'une revue mensuelle rouennaise de 16 pages, Le Pierre Corneille, illustrée sur du papier de luxe et traitant de littérature, beaux-arts et musique. Il prend comme rédacteur en chef Julien Goujon, alors avocat, et réunit un comité de membres fondateurs comprenant Guy de Maupassant, Gustave Flaubert, Émile Zola, Sarah Bernhardt, Alphonse Daudet, Sully Prudhomme, François Coppée, Francisque Sarcey, André Gill et présidé par Victor Hugo. La revue est lancée en avril 1880 et conquiert rapidement plus de 200 abonnés. Mais, au bout de quatre mois (et quatre numéros), Collignon quitte Rouen pour Paris,. Il s'installe ensuite à Bois-Colombes avec sa famille.

### Caricaturiste à Paris

#### Débuts
La signature Coll-Toc apparaît à Paris pour la première fois au bas d'une caricature de Zola faite pour L'Esprit gaulois du 26 janvier 1882. La même année, Coll-Toc signe des caricatures pour La Griffe dont « Calme plat » et « Apothéose du prussien Bazaine »,, ainsi que pour La République anticléricale « Les ennemis de la calotte : Étienne Carjat ». En 1883-1884, Coll-Toc travaille pour La Science populaire, dont il fait la une le 1er février, ainsi que pour La Vie moderne, Le Drapeau et La Cravache parisienne.
Parallèlement à ses activités de presse, Collignon annonce dans des périodiques qu'il se met à la disposition (des lecteurs) « pour avoir un portrait ou une charge dont la ressemblance et l'exécution constituent une véritable œuvre d'art [...] il suffit d'adresser sa photographie à Mr Coll-Toc (sic), dessinateur à Bois Colombes,, ». Ces libellés, que confirme Le Figaro en écrivant « le dessinateur Coll-Toc », tendent à prouver qu'en 1884, le pseudonyme Coll-Toc ne désignait qu'une seule personne[réf. nécessaire]. Coll-Toc fera ainsi des portraits et des caricatures que l'on retrouve dans des articles de journaux ou dans des ventes publiques, tels le docteur Adolphe Piéchaud, le général et poète François Pittié, les députés Auguste Maurel et François Varambon, etc..

#### Les Hommes d'aujourd'hui
En 1884, Coll-Toc entame une collaboration durable avec Les Hommes d'aujourd'hui, fondé en 1878 par Félicien Champsaur et André Gill. Il fera la caricature de la première page de très nombreux numéros.
De 1884 à 1886, Coll-Toc fait des dessins pour Le Charivari (« Au Pays des singes »), pour Comic Annonces (« Général Boulanger ») et pour La Nouvelle Lune (« Le Cid à l'Opéra de Jules Massenet », « Léon Vannier »). Il illustre « Pour rire à deux », livre de contes de Olympe Audouard,.
En avril 1886, l'équipe des Hommes d'aujourd'hui lance Les Femmes d'aujourd'hui qui s'avéreront surtout des chanteuses et des actrices. Dix numéros paraissent, dont cinq illustrés en couverture par Coll-Toc : les n° 2 (Thérésa), n°3 (Sarah Bernhardt), n°7 (Marie Desclauzas), n°8 (Céline Chaumont) et n°9 (Marguerite Ugalde).

#### Renommée
En 1886, Coll-Toc entame une collaboration avec les éditions A. Patay, qui publient des partitions de chansons illustrées. La première illustration de Coll-Toc semble avoir été pour Un chapelet de modiste ; d'autres suivent pour Le sommeil du lion, Doux souvenirs, Ugène est un gueusard, C'est épatant Madame Durand, Le château de Plaisance, etc. Les dernières illustrations datent de 1890.
En mai 1886, Coll-Toc assiste à la fête organisée par John Grand-Carteret pour la sortie de son dernier ouvrage, Raphaël et Gambrinus, ou l'Art dans la brasserie. La Justice du 23 mai écrit : « Au milieu de beaucoup d'hommes de lettres Coll-Toc, le spirituel caricaturiste qui a semé le volume d'images si amusantes ». En 1887, John Grand-Carteret fera de nouveau appel à lui pour illustrer La Femme en Allemagne, puis en 1888 pour Pensées d'un gamin de Paris par un écrivain pas bégueule mais antipornographe. Grand-Carteret était aussi le directeur littéraire du Livre et l'Image ; il y rapporte « la mode des feuilles de spécialités et des journaux absolument gratuits dont la tentative la plus intéressante fut Comic Annonces illustré par Coll-Toc de portraits-charges, historiettes en images, réclames illustrées... », ajoutant : « ce journal gratuit avait même un feuilleton publié sous forme de livre et qui pouvait être détaché ».
À la même période, Coll-Toc fait la première et la deuxième page de La Lanterne du 8 mai 1887 avec « Le Salon humoristique de 1887 », série de 31 dessins et donne à La Caricature une série de dessins, « Sur le zinc ». En toute fin d'année 1887 parait le 3e numéro de Salons pour tous ; la partie artistique comprend huit à dix dessins signés de noms de maîtres et artistes connus, dont Coll-Toc,.
Le 14 juillet 1888, « Collignon (dit Coll-Toc) Alexandre, dessinateur », est nommé officier des Palmes académiques pour services rendus à l'industrie et aux beaux-arts,.

### Fin
Au cours de cette année 1888, des soucis de santé commencent à limiter les déplacements de Collignon[réf. nécessaire], qui continue cependant à travailler.
Coll-Toc dessine neuf estampes couleur, « Logé gratis », pour la 206e série Aux Armes d'Epinal, une caricature de l'horloger Henri Lioret pour La Cigale, une illustration de « Soufflavide et Grattamort » pour la partition de cette chanson pour duo comique de musiciens des éditions A. Patay. En 1889, Le Rappel fait en 4e de couverture la réclame pour des ouvrages illustrés par Coll-Toc ; Judith Gautier y écrit pour « Calvaire d'amour » que son auteur Albert Hue, « pour rendre son livre plus attrayant encore a eu l'heureuse pensée de s'assurer le concours du dessinateur Coll-Toc qui a mis son talent  au diapason du poète ». Ce livre paru chez Auguste Ghio comporte un portrait de l'auteur et 42 dessins à la plume par Coll-Toc.
En 1890, l'état de santé de Collignon se dégrade. Le Figaro du 19 février relaie une demande de secours : « le dessinateur Coll-Toc, malade depuis deux ans, paralysé de la jambe gauche [...] a longtemps hésité, mais, à bout de forces, il met tout amour propre de côté et fait appel, pour lui, sa femme et ses enfants [...] Lui écrire à Bois Colombes ». Quelques jours plus tard parait dans Le Figaro un tract-réclame d'Alfred Le Petit : bravant les poursuites légales qui le menacent pour ses charges, il y annonce « le 9 mars 1890 à la salle de l'Union de Bois Colombes [...] portraits et charges exécutées en public et par les moyens les plus hétéroclites [...] Cette représentation sera au bénéfice du dessinateur Coll-Toc ».
Mais ses ennuis de santé n'empêchent pas Collignon de travailler. Le 14 septembre 1890, Le Figaro écrit en une : « Un artiste de réelle valeur, M. A. Collignon-Barentein (sic), dont les œuvres signées Coll-Toc ont été très remarquées, vient de découvrir un procédé spécial qui peut obtenir un grand succès : c'est le portrait en simili eau-forte, reproduction du portrait de la photographie et de toutes œuvres d'art. Cette découverte mérite d'être signalée. Pour de plus amples détails, on peut écrire à l'auteur à Bois Colombes ».
En 1890, Coll-Toc fait des illustrations comiques pour La Caricature : « La force prime le droit » (30 août), « défense de fumer » (6 septembre), « Un chat, deux chats » (20 septembre), « À propos de bottes » (27 septembre), « Signes d'argent » (4 octobre), « L'honneur du mari » (29 novembre), « Moins brave que Bridel » (10 janvier 1891). Parallèlement, il illustre les textes d'Ernest d'Hervilly dans Le Journal pour enfants sages et dans deux albums d'images : La Grande Revue de Longchamp et Journal des enfants,,. Coll-Toc dessine encore pour Le Nord Illustré, dont il fait les portraits du numéro spécial de Noël 1890, tiré à 20 000 exemplaires, épuisé en trois jours[réf. nécessaire]. Sa série de six dessins « La force prime le droit » sera publiée dans Le Journal du dimanche du 27 juillet 1891 et Le Roman pour tous du 1er août 1891. Ses derniers dessins seront pour La Caricature avec « Képi zé schako font deux » (24 octobre 1891) et « Un fameux dentiste » (7 novembre 1891).
Coll-Toc disparaît en même temps que s'éteint Alexandre Collignon, inhumé à Bois-Colombes le 28 octobre 1891.

## Attribution
Ce pseudonyme a été attribué[réf. nécessaire] de manière erronée également à deux personnes :
- Jean Victor Collignon, né en 1830, ancien propriétaire (et prête-nom d'André Gill[58]) de La Lune rousse.
- Émile Cohl, pseudonyme constamment utilisé par Emile Courtet pour signer ses œuvres[59].